# Robert Hawthorn Kitson
Robert Hawthorn Kitson (Leeds, 3 luglio 1873 – Taormina, 17 settembre 1947) è stato un pittore inglese.

## Biografia
Robert Hawthorn Kitson nacque in una facoltosa famiglia di Leeds, primogenito di John Hawthorn Kitson e Jessie Ellershaw. Suo nonno James era il fondatore della Kitson and Company, mentre sua sorella Jessie Beatirce fu la prima donna a diventare sindaco a Leeds. Studiò alla Shrewsbury School e nel 1895 si immatricolò al Trinity College dell'Università di Cambridge, dove studiò scienze naturali; l'anno successivo ottenne la Harkness Scholarship e si specializzò in geologia. Durante gli studi divenne amico del pittore Cecil Arthur Hunt. A causa delle frequenti febbri reumatiche gli fu consigliato di svernare in un clima più mite di quello inglese e durante questi viaggio si appassionò alla pittura e si perfezionò con Alfred East e Frank Brangwyn. Dal 1900 fu membro della Leeds Fine Arts Club.
Dopo la morte del padre nel 1899, Kitson si trasferì in Italia. Dopo aver vissuto a Venezia e visitato Napoli e Ravello, scelse di fermarsi a Taormina, che si stava profilando come luogo di villeggiatura per l'aristocrazie inglese. Qui progettò e fece costruire Casa Cuseni, una villa con vista sull'Etna.  Kitson visse stabilmente in Sicilia fino allo scoppio della seconda guerra mondiale e in questo periodo si affermò come pittore e conobbe artisti locali o trasferitisi in Sicilia, tra cui Wilhelm von Gloeden. Casa Cuseni non fu solo la dimora di Kitson, ma anche un ruolo di ritrovo per aristocratici e intellettuali omosessuali inglesi in visita in Sicilia, tra cui Oscar Wilde. Kitson era omosessuale e viveva la propria sessualità in maniera relativamente aperta; ebbe una breve relazione con Frank Brangwyn e una ben più lunga con il compagno Carlo Siligato, pittore e modello di Vincenzo Galdi.
Espose di frequente le sue opere presso la Royal Society of British Artists e nel 1919 inaugurò la carriera artistica in Italia con una mostra a Roma. Nel 1925 le sue opere furono esposte in occasione dell'Esposizione internazionale di arti decorative e industriali moderne e negli anni successivi alcuni dei suoi quadri sono stati esposti alla Fine Art Society. Oggi le sue opere vengono conservate tra il Victoria & Albert Museum, la biblioteca dell'Università di Leeds e l'Herbert F. Johnson Museum of Art di Ithaca; la più vasta raccolta dei suoi acquerelli invece è conservata a Casa Cuseni.
Dopo la fine della seconda guerra mondiale, Kitson ritornò in Sicilia per la prima volta nel gennaio 1946. Dopo aver trascorso l'estate in Inghilterra, tornò a Taormina il 15 settembre 1947 e due giorni dopo morì a Casa Cuseni. Fu sepolto nel cimitero monumentale di Taormina.